# Jabłonowo Pomorskie
Jabłonowo Pomorskie är en stad i Kujavien-Pommerns vojvodskap i Polen. Staden har en yta på 3,35 km2, och den hade 3 848 invånare år 2014.